# Bafut (oraș)
Bafut  este un oraș  în partea de vest a Camerunului, în  provincia de Nord-Vest.